# Distrito de San Miguel (San Román)
El distrito de San Miguel es uno de los cinco que conforman la provincia de San Román ubicada en el departamento de Puno en el Sur del Perú. Es el distrito de más reciente creación de la ciudad de Juliaca (2016).

## Creación del distrito de San Miguel
El 28 de julio del 2016 el presidente de la república, Ollanta Humala, promulgó la Ley N° 30492, ley que crea el nuevo distrito de San Miguel, el quinto distrito en la provincia puneña de San Román.

## Límites
El distrito de San Miguel limita por el norte con las provincias de Lampa y Azángaro, por el este con Huancané y el distrito de Caracoto y por el sureste y oeste con la ciudad de Juliaca.

## Autoridades

### Municipales
Artículo principal: Alcaldes de San Miguel
- 2023 - 2026[3]
  - Alcalde: Cristin Nicolas Mamani mamani